# مزهر
مزهر (به عربی: مزهر) یک منطقهٔ مسکونی در لبنان است که در شهرستان المتن واقع شده‌است.